# 4807 Noboru
4807 Noboru eller 1991 AO är en asteroid i huvudbältet som upptäcktes den 10 januari 1991 av den japanska astronomen Takao Kobayashi vid Ōizumi-observatoriet. Den är uppkallad efter Noboru Yamada.
Asteroiden har en diameter på ungefär 4 kilometer.